# Timrekordet

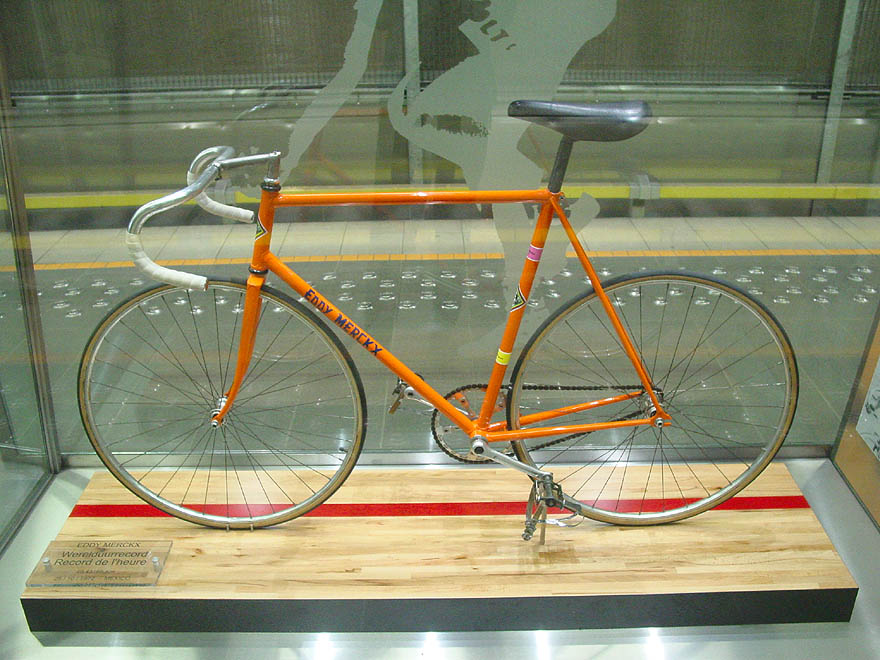
Eddy Merckx rekordcykel från 1972. Denna cykel vägde dock bara 5,5 kg, medan minimivikten numera ligger på 6,8 kg, men detta verkar inte bekymra UCI som fortfarande godkänner Merckx rekord

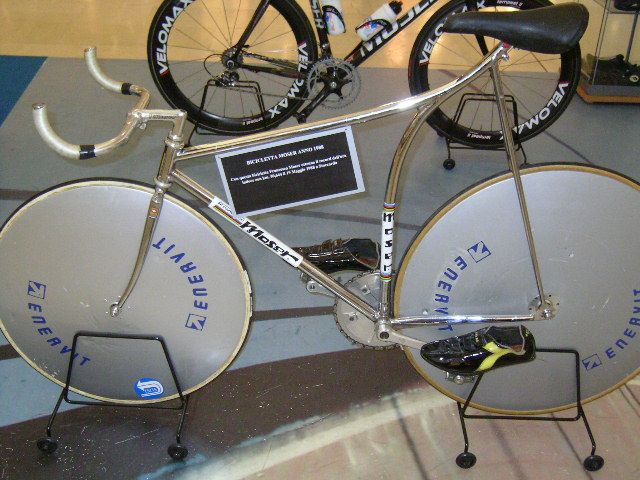
Francesco Mosers rekordcykel från 1984, som blev otillåten i och med regeländringarna 1996.

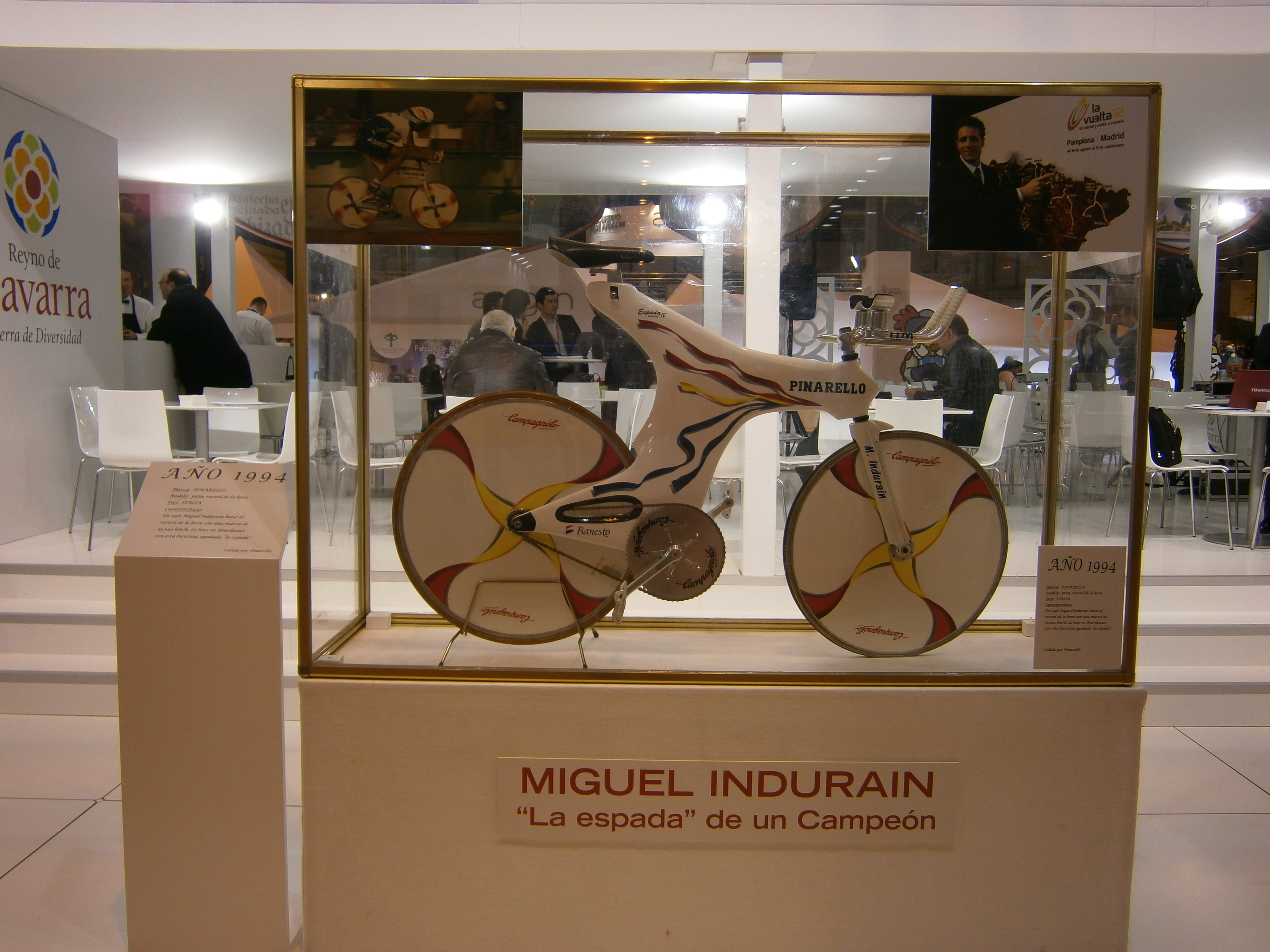
Miguel Indurains rekordcykel från 1994 – även den otillåten efter 1996.

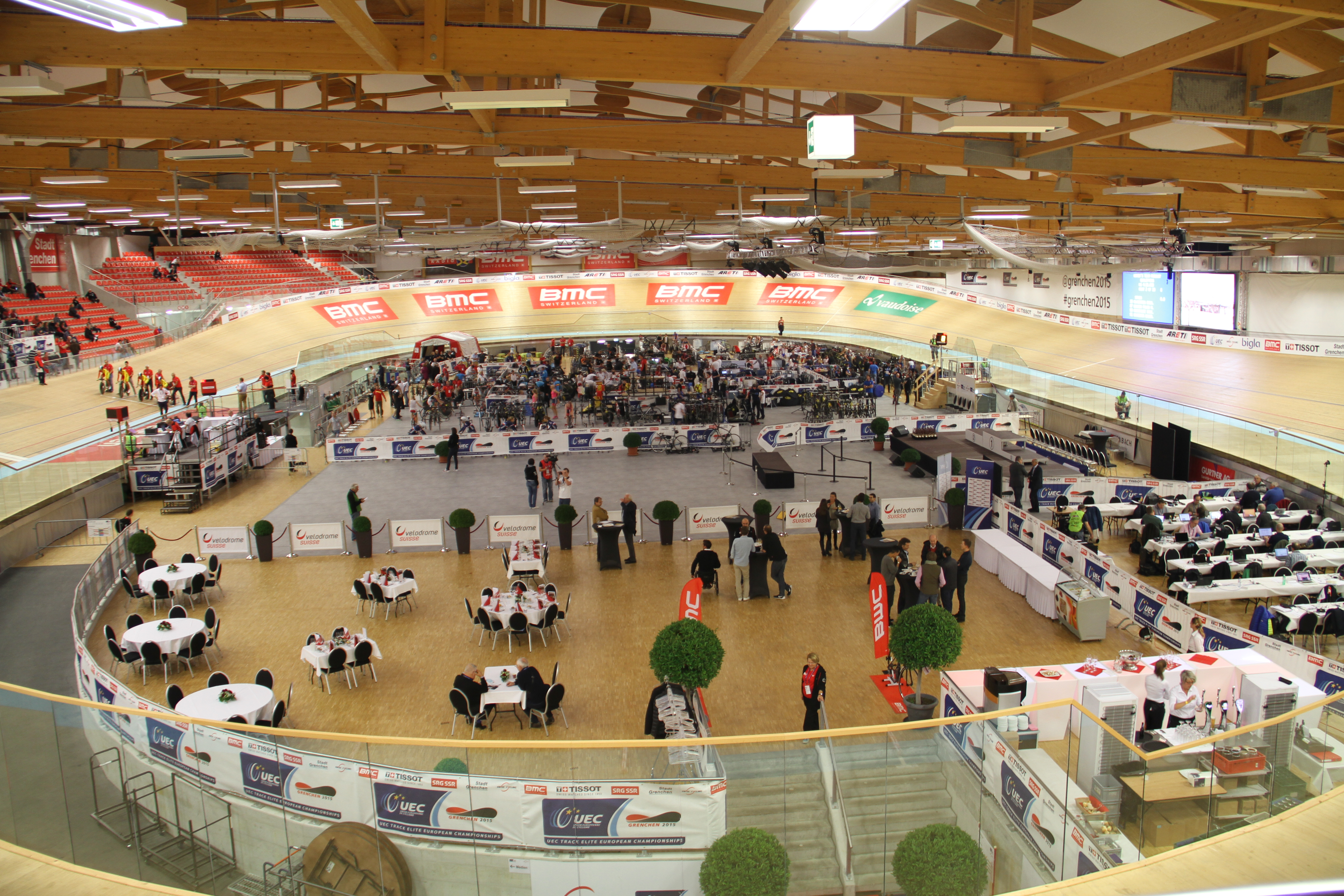
Tissot Velodrome i Grenchen där flera timrekord satts.

Timrekordet är en tävlingsgren inom cykling i vilken cyklisten ska framföra cykeln så lång sträcka som möjligt under en timme. Normalt genomförs tävlingar och rekordförsök i velodromer inomhus med en ensam cyklist på banan. Det förhindrar att cyklisten distraheras samt att cyklisten inte drar otillåtna fördelar av att ligga bakom andra fordon som minskar luftmotstånd eller skapar sug. Tävlingsformen har alltid genomsyrats av experimenterande med material och sittställningar för att minska luftmotståndet.

## Beräkning och utförande
Den stående starten sker mitt på en av banans långsidor med cyklisten fasthållen av en startgrind.
Den cyklade distansen är en beräknad distans och inte en faktisk cyklad distans mätt med måttband efter exakt en timme. Den beräknas enligt:
{\displaystyle D=L\cdot (V+{\frac {T_{k}}{T_{s}}})} där:
D = cyklad distans
L = varvlängd (mätt längs innerkanten på den svarta linjen på velodromen som ligger 20 cm utanför banans innerkant)
V = antalet cyklade fulla varv
Tk = kvarvarande tid efter det sista cyklade fulla varvet
Ts = varvtiden för det sista cyklade fulla varvet
och avrundas sedan neråt till närmast lägre hela antal meter.
Det vill säga att man räknar den sträcka som de fullbordade varven utgör plus den sträcka som skulle tillyggalagts på den kvarvaranade tiden om hastigheten varit densamma som medelhastigheten var under det sista fullbordade varvet. När det står klart att det återstår mindre tid än det tar att tillryggalägga ännu ett varv skjuts loppet av (och en klockringning skall markera att det återstår ett varv när mållinjen passeras näst sista gången). En av UCI godkänd kommisionär och två officiella tidtagare övervakar rekordförsöket – tidtagningen skall därtill vara elektronisk med en noggrannhet på en tusendels sekund när.

## Historik
Det första dokumenterade rekordet sattes av engelsmannen Frank Dodds år 1876 på en höghjuling när han cyklade 26,508 kilometer. Den 7 juli 1933 satte den franske amatörcyklisten Francis Faure rekord på en liggcykel genom att cykla 45,055 kilometer. Den nya cykeltypen accepterades inte av den internationella cykelunionen, Union Cycliste Internationale. Restriktionerna från Union Cycliste Internationale innebar att en öppen klass för timrekordet startades som administreras av International Human Powered Vehicle Association, IHPVA, internationella förbundet för muskeldrivna fordon.
Union Cycliste Internationale lyckades behålla statusen för tävlingar med cyklar som kräver en upprättsittande ställning. År 1973 satte den belgiske cyklisten Eddy Merckx rekord med sträckan 49,431 kilometer.
1984 och, speciellt, 1993–1996 sattes flera rekord med specialiserade cyklar, material och sittställningar av bland andra Francesco Moser, Chris Boardman och Graeme Obree. Union Cycliste Internationale ogillade specialiseringarna och delade 1996 upp rekorden i två olika klasser, även retroaktivt.
Den ena klassen behöll namnet "UCI timrekordet" och den andra döptes om till "UCI Best Human Effort". I den förstnämnda klassen var cykeln bland annat tvungen att väga 6,8 kilogram, vara försedd med bockstyre och ha en ram med cirkulärt tvärsnitt. Cyklisten fick inte bära kläder som förbättrade aerodynamiken, till exempel så fick hjälmen bara var konstruerad för att skydda, inte minska luftmotståndet. Eftersom klasserna ändrades även retroaktivt innebar det att Eddy Merckx rekord blev det senast bästa. Detta trots att hans cykel bara hade vägt 5,5 kilogram. rekordet kallades därför även "Merckx-timmen". Den andra klassen, UCI Best Human Effort, var öppnare men krävde en av UCI godkänd cykel i upprätt sittställning.
I maj 2014 bestämde sig UCI för att bara ha ett timrekord igen. Sträckan för det senaste Merckx-timrekordet sattes som gällande och utrustningen skall följa reglementet för uthållighetscykling i velodrom. Rekordet, 49,000 km, innehades av Ondřej Sosenka och var det bästa med utrustning och sittställning som följde reglementet för bancykling vid sammanslagningen av rekorden. Klassen "UCI Best human Effort" finns inte längre.
Rekordet med en cykel helt anpassad efter de nya reglerna slogs av Jens Voigt hösten 2014, men bara en dryg månad senare blev han av med rekordet då Matthias Brändle cyklade 51,852 km. Rohan Dennis och Alex Dowsett var därefter rekordinnehavare, men den 7 juni 2015 cyklade Bradley Wiggins 54,526 km och slog därmed rekordet, som sedan stod sig till 2019 då det slogs av Victor Campenaerts. Men tre år senare, 2022, slogs det först av Daniel Bigham och mindre än två månader därefter av Filippo Ganna.

## Nuvarande rekord
| Klass                                                    | Datum          | Cyklist         | Sträcka (km) | Plats                              |
| -------------------------------------------------------- | -------------- | --------------- | ------------ | ---------------------------------- |
| Union Cycliste Internationales timrekord                 | 8 oktober 2022 | Filippo Ganna   | 56,792       | Grenchen i Schweiz                 |
| IHPVA, internationella förbundet för muskeldrivna fordon | 19 juli 2009   | Sam Whittingham | 90,598       | Ford Michigan Proving Grounds, USA |

## Utveckling

### Från Fausto Coppi till Eddy Merckx

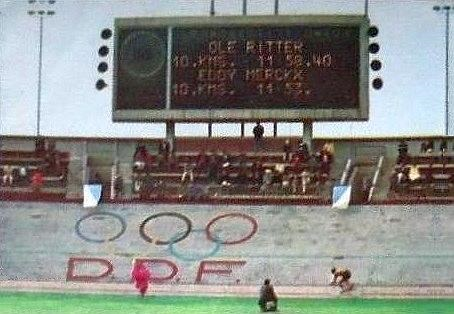
Eddy Merckx under timrekordloppet på utomhusvelodromen Velódromo Olímpico Agustín Melgar i Mexico City den 25 oktober 1972. Ljustavlan anger Merckx tid i förhållande till Ole Ritters rekord satt på samma bana fyra år tidigare.

Det noterades rekord i olika klasser; dels för amatörer respektive professionella och dels om det var på inomhusbana eller utomhusbana (och om banan låg över eller under 600 m.ö.h.). Tabellen listar det bästa av rekorden.
| Sträcka (km) | Cyklist          | Datum             | Ort (banlängd m)  | Klass               |
| ------------ | ---------------- | ----------------- | ----------------- | ------------------- |
| 45,848       | Fausto Coppi     | 7 november 1942   | Milano (397)      | Pro, utomhus -600 m |
| 46,159       | Jacques Anquetil | 29 juni 1956      | Milano (397)      | Pro, utomhus -600 m |
| 46,394       | Ercole Baldini   | 19 september 1956 | Milano (397)      | Pro, utomhus -600 m |
| 46,923       | Roger Rivière    | 18 september 1957 | Milano (397)      | Pro, utomhus -600 m |
| 47,347       | Roger Rivière    | 23 september 1959 | Milano (397)      | Pro, utomhus -600 m |
| 48,093       | Ferdinand Bracke | 30 oktober 1967   | Rom (400)         | Pro, utomhus -600 m |
| 48,653       | Ole Ritter       | 10 oktober 1968   | Mexico City (333) | Pro, utomhus +600 m |
| 49,432       | Eddy Merckx      | 25 oktober 1972   | Mexico City (333) | Pro, utomhus +600 m |

Att rekorden sattes på utomhusbanor beror till stor del på att dessa var större än inomhusvelodromerna var vid den tiden – en utomhusvelodrom hade vanligen en banlängd på 333–500 m, medan en inomhusvelodrom, i bästa fall, hade en banlängd på 167 m. Den längre banlängden gav längre raksträckor och större kurvradier (ju större kurvradie, desto mindre normalkraft, och ju mindre normalkraft, desto mindre friktionskraft) och gjorde det lättare att upprätthålla en hög hastighet. Efter de Olympiska spelen 1968, till vilka en velodrom byggts på hög höjd i Mexico City, blev sedan denna en favoritbana för rekordförsök på grund av det lägre lufttrycket på högre höjd och det därav följande minskade luftmotståndet.

### Efter Eddy Merckx
| Enligt "Lugano-fördraget" (The Lugano Charter) 1996 och senare (den senaste 2014) revisioner (till och med 2024) är timrekordets utveckling sedan 1972: |                    |                   |                |
| \| Sträcka (km) \| Cyklist \| Datum \| Ort \| \| ------------ \| ------------------ \| ----------------- \| -------------- \| \| 49,432 \| Eddy Merckx \| 25 oktober 1972 \| Mexico City \| \| 49,441 \| Chris Boardman \| 27 oktober 2000 \| Manchester \| \| 49,700 \| Ondřej Sosenka \| 19 juli 2005 \| Moskva \| \| 51,110 \| Jens Voigt \| 18 september 2014 \| Grenchen \| \| 51,862 \| Matthias Brändle \| 30 oktober 2014 \| Aigle \| \| 52,491 \| Rohan Dennis \| 8 februari 2015 \| Grenchen \| \| 52,937 \| Alex Dowsett \| 2 maj 2015 \| Manchester \| \| 54,526 \| Bradley Wiggins \| 7 juni 2015 \| London \| \| 55,089 \| Victor Campenaerts \| 16 april 2019 \| Aguascalientes \| \| 55,548 \| Daniel Bigham \| 19 augusti 2022 \| Grenchen \| \| 56,792 \| Filippo Ganna \| 8 oktober 2022 \| Grenchen \| |                    |                   |                |
| Sträcka (km) | Cyklist            | Datum             | Ort            |
| 49,432 | Eddy Merckx        | 25 oktober 1972   | Mexico City    |
| 49,441 | Chris Boardman     | 27 oktober 2000   | Manchester     |
| 49,700 | Ondřej Sosenka     | 19 juli 2005      | Moskva         |
| 51,110 | Jens Voigt         | 18 september 2014 | Grenchen       |
| 51,862 | Matthias Brändle   | 30 oktober 2014   | Aigle          |
| 52,491 | Rohan Dennis       | 8 februari 2015   | Grenchen       |
| 52,937 | Alex Dowsett       | 2 maj 2015        | Manchester     |
| 54,526 | Bradley Wiggins    | 7 juni 2015       | London         |
| 55,089 | Victor Campenaerts | 16 april 2019     | Aguascalientes |
| 55,548 | Daniel Bigham      | 19 augusti 2022   | Grenchen       |
| 56,792 | Filippo Ganna      | 8 oktober 2022    | Grenchen       |

| Sträcka (km) | Cyklist            | Datum             | Ort            |
| ------------ | ------------------ | ----------------- | -------------- |
| 49,432       | Eddy Merckx        | 25 oktober 1972   | Mexico City    |
| 49,441       | Chris Boardman     | 27 oktober 2000   | Manchester     |
| 49,700       | Ondřej Sosenka     | 19 juli 2005      | Moskva         |
| 51,110       | Jens Voigt         | 18 september 2014 | Grenchen       |
| 51,862       | Matthias Brändle   | 30 oktober 2014   | Aigle          |
| 52,491       | Rohan Dennis       | 8 februari 2015   | Grenchen       |
| 52,937       | Alex Dowsett       | 2 maj 2015        | Manchester     |
| 54,526       | Bradley Wiggins    | 7 juni 2015       | London         |
| 55,089       | Victor Campenaerts | 16 april 2019     | Aguascalientes |
| 55,548       | Daniel Bigham      | 19 augusti 2022   | Grenchen       |
| 56,792       | Filippo Ganna      | 8 oktober 2022    | Grenchen       |

| Tabellen listar "Best human effort". (Klassindelningen mellan professionella och amatörer inom cykling upplöstes gradvis under 1992/1993) Detta rekord har upphört att räknas, men Gannas "ordinarie" rekord 2022 var det första som överträffade Boardmans notering från 1996 och är därför medtaget. |                 |                  |             |                       |
| \| Sträcka (km) \| Cyklist \| Datum \| Ort \| Klass \| \| ------------ \| --------------- \| ---------------- \| ----------- \| --------------------- \| \| 49,432 \| Eddy Merckx \| 26 oktober 1972 \| Mexico City \| Pro, utomhus +600 m \| \| 50,808 \| Francesco Moser \| 19 januari 1984 \| Mexico City \| Pro, utomhus +600 m \| \| 51,151 \| Francesco Moser \| 23 januari 1984 \| Mexico City \| Pro, utomhus +600 m \| \| 51,596 \| Graeme Obree \| 17 juli 1993 \| Hamar \| Öppen klass (inomhus) \| \| 52,270 \| Chris Boardman \| 23 juli 1993 \| Bordeaux \| Öppen klass (inomhus) \| \| 52,719 \| Graeme Obree \| 27 april 1994 \| Bordeaux \| Öppen klass (inomhus) \| \| 53,040 \| Miguel Indurain \| 2 september 1994 \| Bordeaux \| Öppen klass (inomhus) \| \| 53,832 \| Tony Rominger \| 22 oktober 1994 \| Bordeaux \| Öppen klass (inomhus) \| \| 55,291 \| Tony Rominger \| 5 november 1994 \| Bordeaux \| Öppen klass (inomhus) \| \| 56,375 \| Chris Boardman \| 6 september 1996 \| Manchester \| Öppen klass (inomhus) \| \| 56,792 \| Filippo Ganna \| 8 oktober 2022 \| Grenchen \| Öppen klass (inomhus) \| |                 |                  |             |                       |
| Sträcka (km) | Cyklist         | Datum            | Ort         | Klass                 |
| 49,432 | Eddy Merckx     | 26 oktober 1972  | Mexico City | Pro, utomhus +600 m   |
| 50,808 | Francesco Moser | 19 januari 1984  | Mexico City | Pro, utomhus +600 m   |
| 51,151 | Francesco Moser | 23 januari 1984  | Mexico City | Pro, utomhus +600 m   |
| 51,596 | Graeme Obree    | 17 juli 1993     | Hamar       | Öppen klass (inomhus) |
| 52,270 | Chris Boardman  | 23 juli 1993     | Bordeaux    | Öppen klass (inomhus) |
| 52,719 | Graeme Obree    | 27 april 1994    | Bordeaux    | Öppen klass (inomhus) |
| 53,040 | Miguel Indurain | 2 september 1994 | Bordeaux    | Öppen klass (inomhus) |
| 53,832 | Tony Rominger   | 22 oktober 1994  | Bordeaux    | Öppen klass (inomhus) |
| 55,291 | Tony Rominger   | 5 november 1994  | Bordeaux    | Öppen klass (inomhus) |
| 56,375 | Chris Boardman  | 6 september 1996 | Manchester  | Öppen klass (inomhus) |
| 56,792 | Filippo Ganna   | 8 oktober 2022   | Grenchen    | Öppen klass (inomhus) |

| Sträcka (km) | Cyklist         | Datum            | Ort         | Klass                 |
| ------------ | --------------- | ---------------- | ----------- | --------------------- |
| 49,432       | Eddy Merckx     | 26 oktober 1972  | Mexico City | Pro, utomhus +600 m   |
| 50,808       | Francesco Moser | 19 januari 1984  | Mexico City | Pro, utomhus +600 m   |
| 51,151       | Francesco Moser | 23 januari 1984  | Mexico City | Pro, utomhus +600 m   |
| 51,596       | Graeme Obree    | 17 juli 1993     | Hamar       | Öppen klass (inomhus) |
| 52,270       | Chris Boardman  | 23 juli 1993     | Bordeaux    | Öppen klass (inomhus) |
| 52,719       | Graeme Obree    | 27 april 1994    | Bordeaux    | Öppen klass (inomhus) |
| 53,040       | Miguel Indurain | 2 september 1994 | Bordeaux    | Öppen klass (inomhus) |
| 53,832       | Tony Rominger   | 22 oktober 1994  | Bordeaux    | Öppen klass (inomhus) |
| 55,291       | Tony Rominger   | 5 november 1994  | Bordeaux    | Öppen klass (inomhus) |
| 56,375       | Chris Boardman  | 6 september 1996 | Manchester  | Öppen klass (inomhus) |
| 56,792       | Filippo Ganna   | 8 oktober 2022   | Grenchen    | Öppen klass (inomhus) |